# Paul Rocke

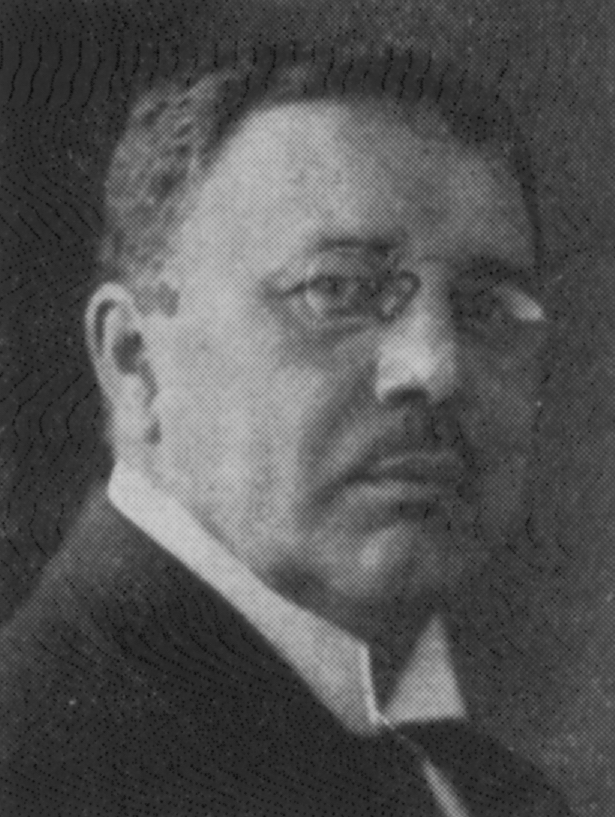
Paul Rocke

Paul Rocke (* 2. Februar 1870 in Delitzsch; † 21. Mai 1936 in Hamburg) war ein deutscher Syndikus, Volkswirtschaftler, Bankmanager, Schulleiter, Privatdozent und Sachbuch-Autor.

## Leben
Paul Rocke wuchs in die Gründerzeit des Deutschen Kaiserreichs hinein. Nach seinem Schulbesuch studierte er  die Fächer Rechtswissenschaften und Volkswirtschaft in Leipzig an der dortigen Universität, an der er 1893 zunächst der Promotion zum Dr. jur. und dann 1894 zum Dr. phil. abschloss. Im Anschluss wirkte er als Syndikus an der Handelskammer Minden.

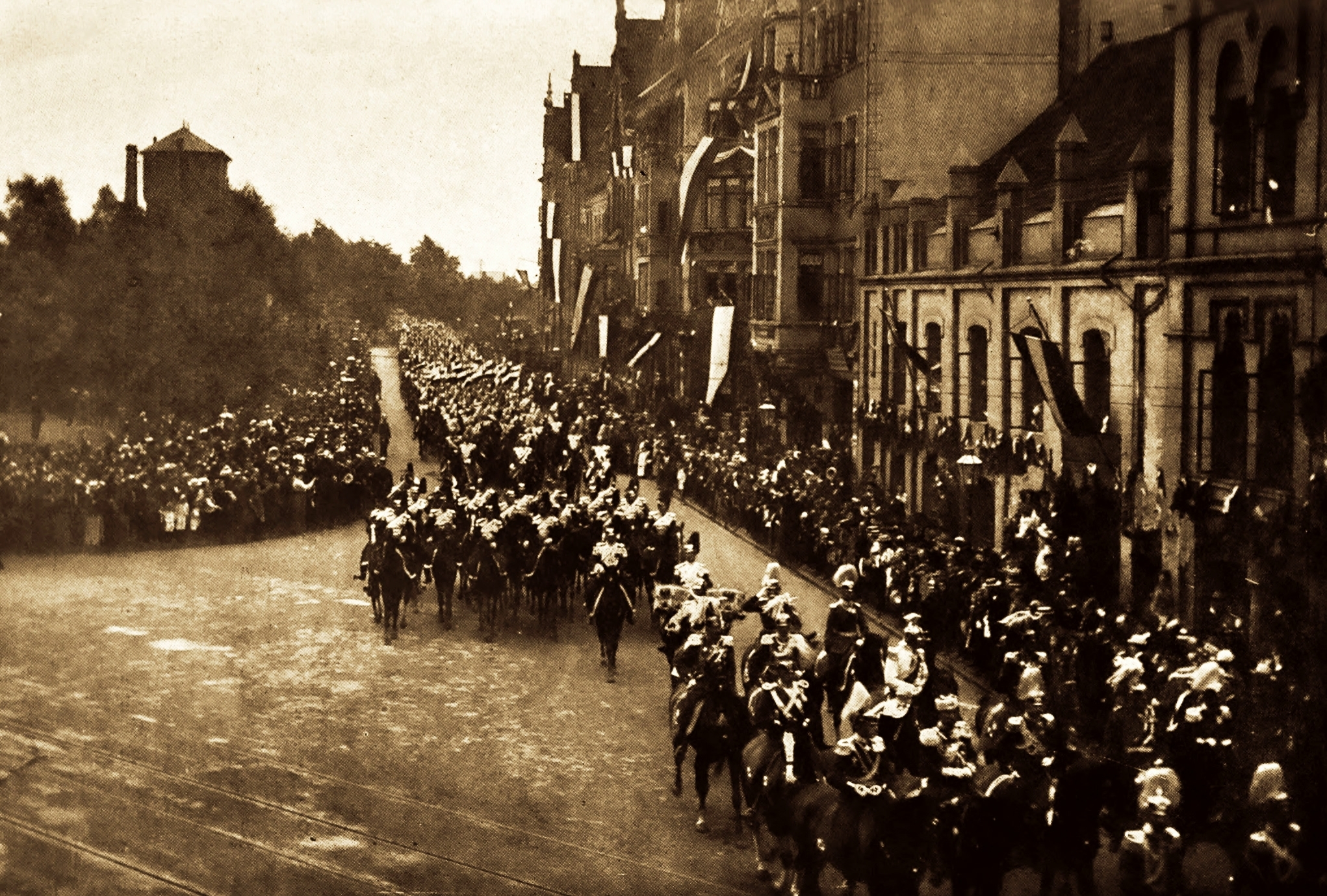
„Rückkehr von der Kaiserparade 1907“;
Foto aus dem Buch Erinnerungen an die Kaisertage in Hannover 26. bis 29. August 1907 im Verlag der Göhmannschen Buchdruckerei

Von 1895 bis 1920 war Paul Rocke rund ein Viertel Jahrhundert lang in Hannover als Syndikus an der dortigen Handelskammer tätig. Zeitweilig parallel dazu wirkte er zudem zwei Jahrzehnte von 1900 bis 1920 als Syndikus an der Hannoverschen Börse. Außerdem leitete er von 1901 bis 1914 den Industrie-Club Hannover als dessen Geschäftsführer. In dieser Zeit habilitierte sich Rocke zudem im Jahr 1904 für Rechts- und Verwaltungskunde an der hannoverschen Technischen Hochschule, an der er bis 1908 auch noch als Privatdozent lehrte.

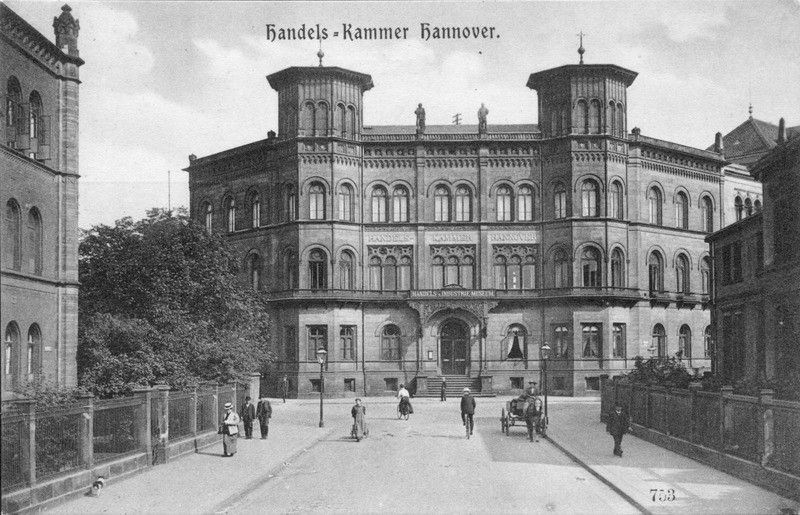
Palais Simon mit Inschriften Handels-Kammer Hannover und Handels- u. Industrie-Museum. Foto-Postkarte ca. 1919; Original im Historischen Museum Hannover

Bereits vor der Jahrhundertwende hatte Rocke auf den Verhandlungen der Generalversammlung des Vereins für Socialpolitik 1899 in Breslau über die seinerzeitige große Faszination durch moderne Warenhäusern und die damit neu auftretenden „Riesenquantitäten“ referiert.
Ab 1905 und bis 1924 war Paul Rocke Mitglied im Versicherungsbeirat beim Reichsaufsichtsamt für Privatversicherungsamt. Zudem wirkte er von 1906 bis 1920 im Vorstand des durch ihn gegründeten Handels- und Industriemuseums  zu Hannover.
Nach dem Ersten Weltkrieg und zu Beginn der Weimarer Republik konnte der seinerzeitige hannoversche Stadtdirektor Robert Leinert in einer Debatte am 31. Oktober 1919 den Handelskammer-Syndikus Rocke „als Kronzeuge“ für eine Eingemeindung der Industriestadt Linden in die Stadt Hannover zitieren: Rocke hatte geäußert, die lange überfällige Eingemeindung wäre zuvor lediglich von einem „durch die Staatsumwälzung des vorigen November beseitigten historischen Kommunaldespotismus“ verhindert worden.
Ab 1920 und bis 1935 leitete Paul Rocke die Deutsche Sparkassenschule als deren Studiendirektor. In dieser Zeit legte er 1922 eine rechts- und staatswissenschaftliche Dissertation an der Universität Hamburg ab unter dem Titel Die neuzeitliche Entwicklung des Sparkassenwesens unter besonderer Berücksichtigung der Provinz Hannover und der angrenzenden Gebiete. Neben seiner Funktion als Studiendirektor wirkte Paul Rocke zeitweilig parallel von 1923 bis 1925 als Direktor der Kreissparkasse Linden-Hannover.
Paul Rocke starb am 21. Mai 1936 in Hamburg.

## Schriften (Auswahl)
- Paul Rocke, Lorenz Glier: Zur Frage der Errichtung einer Handelshochschule in Hannover. [o. O., o. D.]
- Das Reichsgesetz betreffend den Feingehalt der Gold- und Silberwaaren vom 16. Juli 1884.  Erl. von P. Rocke, Dr. jur. u. phil., Syndikus zu Hannover. Diebener, Leipzig 1896 (= Bibliothek der Handels-Zeitung für die gesamte Uhren-Industrie, Heft 2).
- Normalspur oder Schmalspur? Rinteln oder Vlotho? Ein Beitrag zu den Lippeschen Eisenbahnplänen. Handelskammer, Hannover [1905].
- Paul Rocke, Hermann Limburg: Was jeder Kaufmann vom Versicherungswesen wissen muß. Selbstverlag, Hannover 1906.
- Ueber Tarifgemeinschaften. Vortrag, gehalten … am 17. September 1906 … Diebener, Leipzig [1906].
- Das Eisenbahn-Projekt Uelzen-Dannenberg. Riemschneider, Hannover 1907.
- Erinnerungen an die Kaisertage in Hannover 26. bis 29. August 1907. Mit Abbildungen und einer Einleitung zusammengestellt von Rocke. Göhmann, Hannover 1907.
- Ein Vorschlag zur Regelung der Salzgewinnung und des Salzhandels im Deutschen Reiche. Denkschrift im Auftrag des Vereins Deutscher Salinen. Göhmann, Hannover (1910).
- Spar-Korrespondenz. Im Auftrag des Deutschen Sparkassen-Verbandes herausgegeben von Dr. [Paul] Rocke. Göhmann, Hannover 1912.
- 50 Jahre Handelskammer zu Hannover
  - Nachdruck von Kapitel 1 und 2 der Ausgabe von 1917 / verfaßt von Paul Rocke. Verlag der Handelskammer zu Hannover, [1957].
- 25 Jahre Hannoverscher Sparkassen-Verband. Hannoverscher Sparkassen-Verband, Hannover 1913.
- Die Kontinentalsperre. Erinnerungen und Vergleiche mit heute. In: Der Weltmarkt, Jg. 1919; J. C. König & Ebhardt, Hannover.
- Zur Aufklärung und Berufsberatung über die kaufmännische Lehre. Handelskammer zu Hannover. Handelskammer, Hannover [1919].
- Sparen und Sparkassen im Spiegel der Volkswirtschaftslehre. Sparkassen-Buch- und Formular-Vertrieb Göhmannsche Buchdruckerei, Hannover 1922; Inhaltsverzeichnis d-nb.info
- Die neuzeitliche Entwicklung des Sparkassenwesens unter besonderer Berücksichtigung der Provinz Hannover und der angrenzenden Gebiete. Rechts- und staatswissenschaftliche Dissertation 1922 an der Universität Hamburg, mit Titelblatt, Inhaltsverzeichnis und Lebenslauf, Hamburg 1923.
- Empfehlenswerte Bücher für den Dienstgebrauch und die Fach- und Berufsausbildung der Sparkassen- und kommunalen Bankbeamten / Unter Mitwirkung der Lehrer der Deutschen Sparkassenschule Hannover zusammengestellt und kurz gekennzeichnet von Paul Rocke. Göhmannsche Buchdruckerei, Hannover [1923].
- Bilder aus einem deutschen Dorfe. Im Auftrag der Sparkasse Scheessel (Hannover) aus Anlass ihres 50jährigen Bestehens geschildert. Göhmann, Hannover 1926.
- Jakob Cremer, Paul Rocke: Führer für Vorstandsmitglieder öffentlicher Sparkassen. Hrsg. mit Einverständnis des Ausschusses für das Sparkassenwesen beim Deutschen Sparkassen- und Giroverband in Berlin, Berlin SO 36, Köpenicker Str. 178/179. Buchkunst, 1931
  - in 2., erweiterter und verbesserter Auflage:  Deutscher Sparkassenverlag [SW 19, Friedrichsgracht 42/45], Berlin [1932].

## Archivalien
Archivalien von und über Paul Rocke finden sich beispielsweise
- als handschriftlicher Brief von Paul Rocke vom 8. September 1896 unter Kopfbogen der hannoverschen Handelskammer an Karl Bücher betreffend die Zusendung des Rundschreibens: Geplante Erhebungen über die Lage des Rheinlandes, darin betreffend auch den Verein für Socialpolitik; im Nachlass Karl Bücher im Archiv der Universitätsbibliothek Leipzig, Archivsignatur NL 181/Ha 57-60; D-Ha; 57-60[7]